# Mon lit en zinc
Mon lit en zinc (My Zinc Bed) est une pièce de théâtre de David Hare créée en 2000 à Londres. La pièce aborde le thème de la dépendance : dépendance à l’alcool, à l’amour, ou aux éphémères poussées d’adrénaline des affaires…
Traduction française de Dominique Hollier et Jean-Michel Déprats.